# عکاسی خبری
عکاسی خبری یا فتوژورنالیسم (به فرانسوی: photojournalisme) به عکس‌هایی گفته می‌شود که پیام و هدف اصلی آن‌ها خبررسانی است، و آنگونه که کارشناسان رسانه آن را تعریف می‌کنند؛ عکاسان خبری، همان نویسندگان مقاله و مخبران خبر به وسیلهٔ تصویر یا همان عکس هستند
سه تعریف رایج دربارهٔ عکاسی خبری وجود دارد:
- هنری است که برای قصه‌گویی عکاسانه به کار گرفته می‌شود تا زندگی را مستند کند. پدیده‌ای جهانی است و به همه مربوط است و از محدودیت‌های زبانی و فرهنگی عبور می‌کند. فتوژورنالیسم ما را به عکس‌هایی ارجاع می‌دهد که یک داستان را بیان می‌کند؛ مثل عکس‌هایی که در رسانه‌های خبری می‌بینیم یا مجلات، گاه‌نامه‌ها یا هفته‌نامه‌ها. این عکس‌ها می‌تواند دربر گیرندهٔ عکاسی مستند، عکاسی تبلیغاتی، عکاسی در صحنه، عکاسی ورزشی، زندگی جاری، علایق انسانی و به تصویر کشیدن شیوه معاصر و رایج زندگی باشد. اما نکتهٔ مهم در این بخش این است که در فتوژورنالیسم روایت عکس مقدم بر قضاوت است، یعنی باید عکس، دیگران را به قضاوت بکشد، پس لازم است به عکاسان خبری گفته شود: سعی نکنید قضاوت خود را به عکس القا کنید. در فتوژورنالیسم، عنوان یا مضمون مقدم بر عکس است و باید به مخاطبان و بینندگان و کسانی که داوری می‌کنند کمک کند تا خودشان داستان یا ماجرا را کشف کنند.
- ژورنالیسمی است که داستانی را از طریق تصاویر بیان می‌کند. می‌توان این‌طور برداشت کرد که در ذهن غربی‌ها، فتوژورنالیسم تک‌فریم نیست؛ به همین دلیل است که همیشه یک فیشر یا گزارش تصویری جداگانه دارند و یک تک‌فریم؛ که تک‌فریم در واقع اوج گزارش تصویری است.

تعریف آخری که از فتوژورنالیسم می‌توان عنوان کرد این است که گفته شود:
- شکلی ویژه از ژورنالیسم است که تصاویری را خلق می‌کند تا داستانی خبری را بازگو کند؛ هرچند معمولاً این‌طور فهم می‌کنند که اصل بر تک‌فریم است، در حالی که اینطور نیست. در حالت عام‌تر هم به مطالب بسیار مهم و جدی که عکاسی شده‌است گفته می‌شود.

## نمونه‌هایی از آثار عکاسی خبری

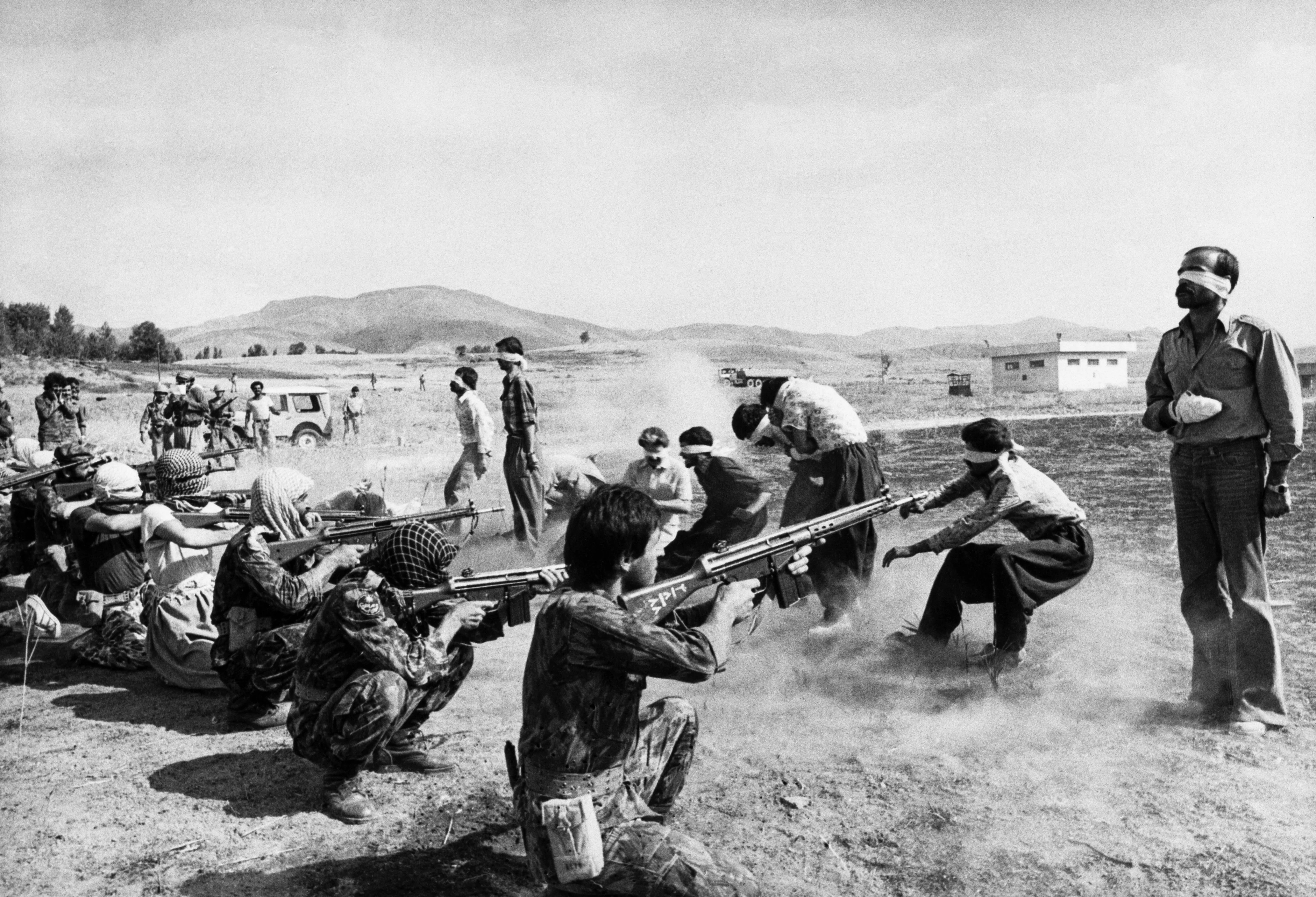
صحنهٔ تیرباران نُه نفر از فعالان کُرد که به دستور صادق خلخالی، ساعاتی پس از دستگیری تیرباران شدند. عکاس: جهانگیر رزمی
بمباران شیمیایی حلبچه توسط صدام حسین
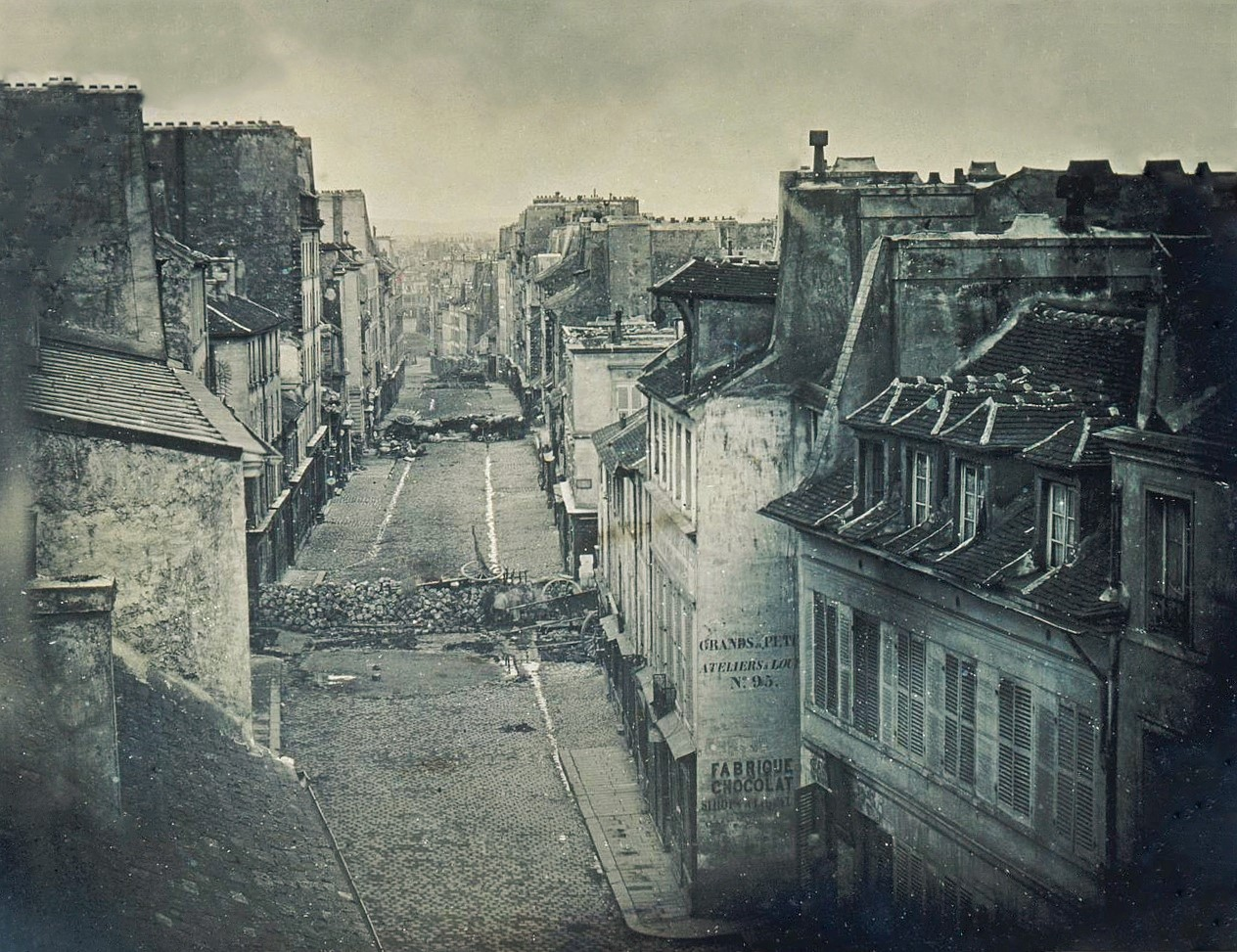
موانع در خیابان سنت ماور (۱۸۴۸)، اولین عکسی که برای نشان دادن داستان روزنامه استفاده شد.
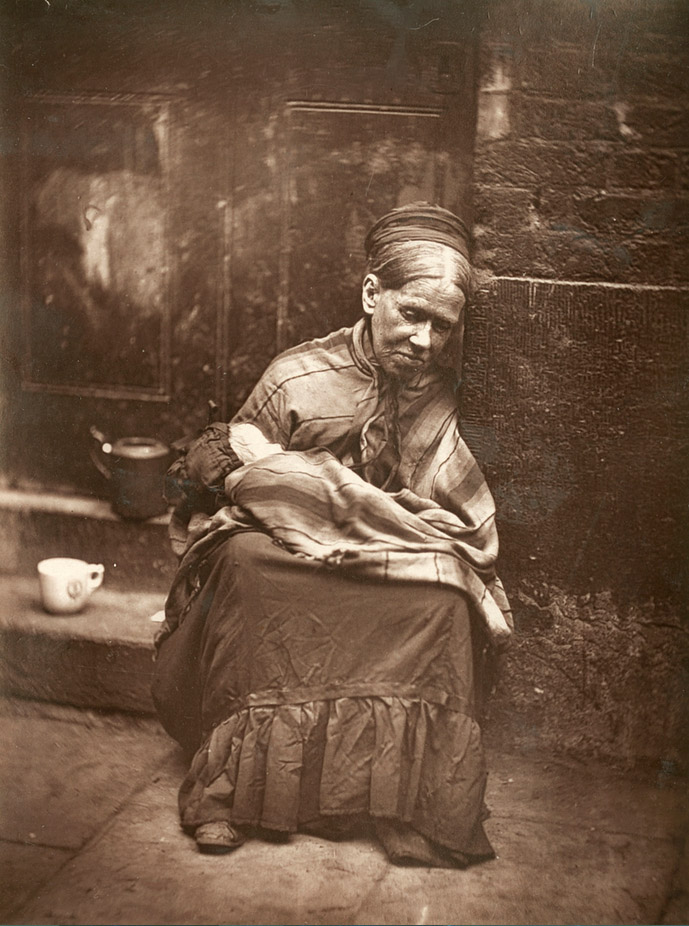
۱۸۷۶–۱۸۷۷، عکسی از فیلم مستند زندگی خیابانی جان تامسون در لندن
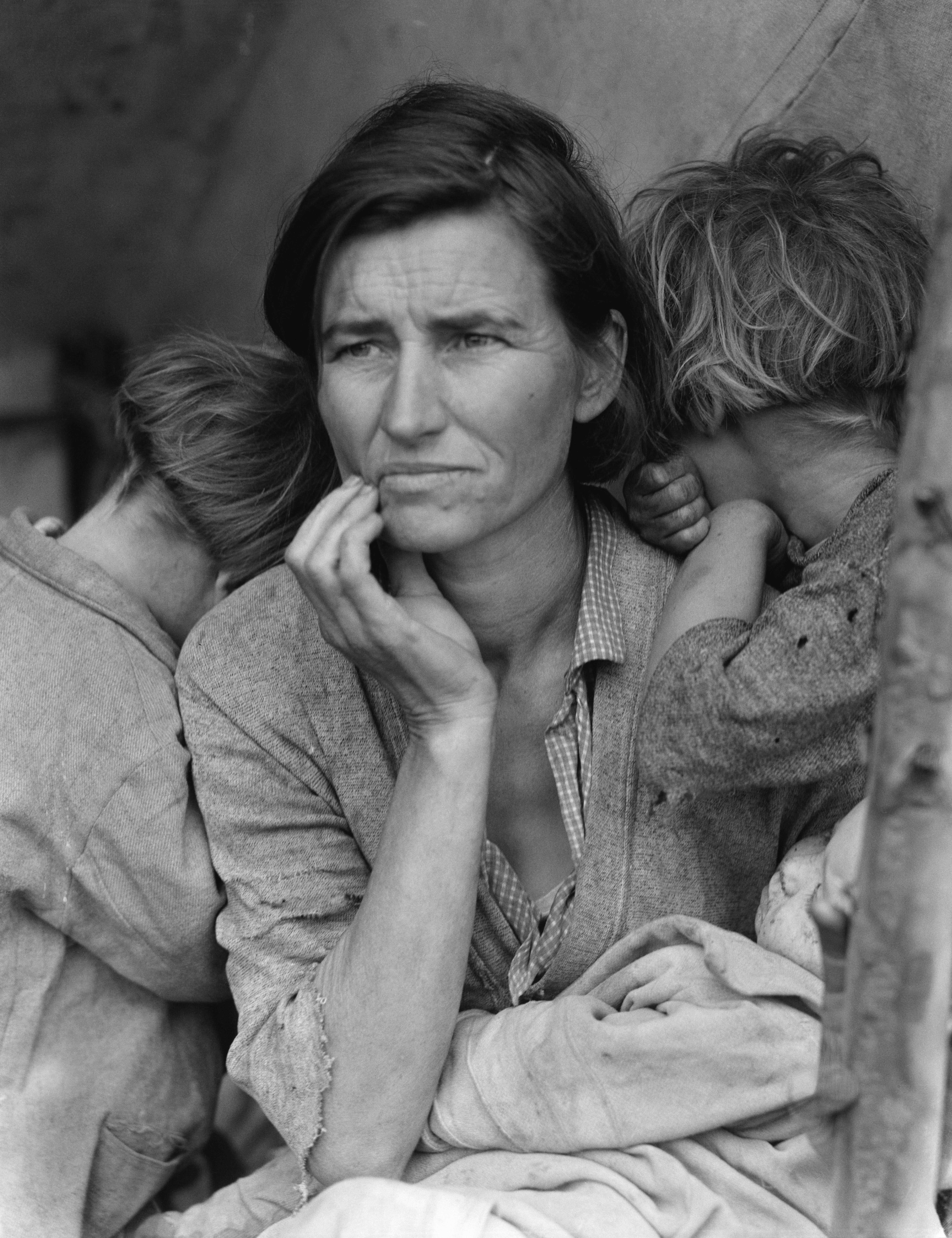
مادر مهاجر (۱۹۳۶) دوروتیا لنگ تصویر اصلی رکود بزرگ را خلق کرد.
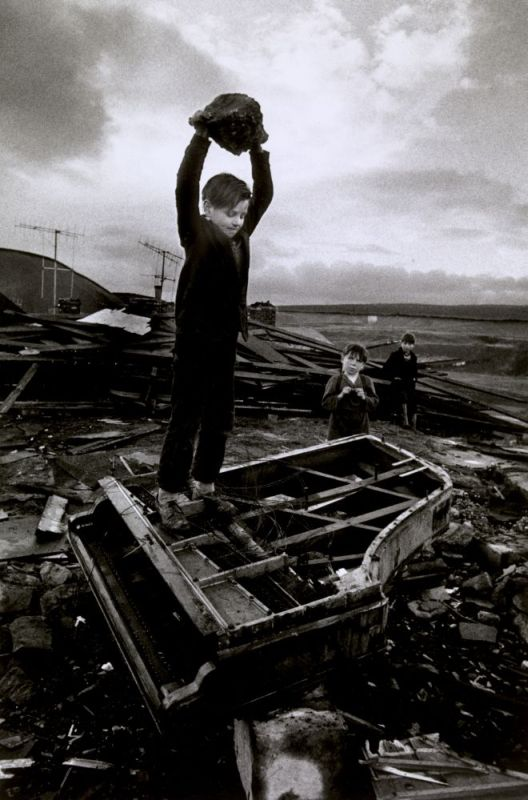
پسری در حال تخریب پیانو در پنت وای ون، ولز جنوبی، اثر فیلیپ جونز گریفیث، ۱۹۶۱
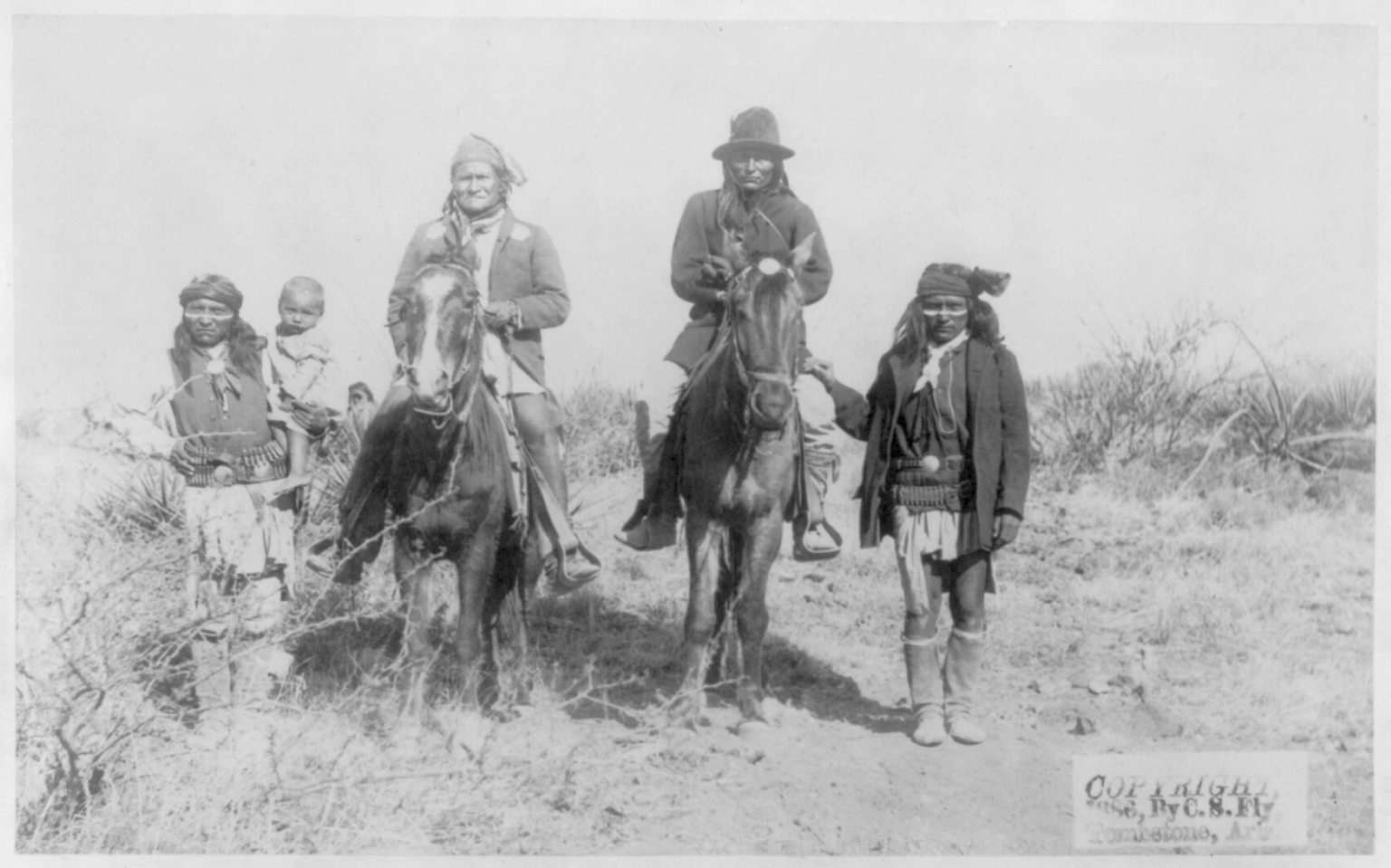
اردوگاه جرونیمو قبل از تسلیم شدن به ژنرال کروک، ۲۷ مارس ۱۸۸۶
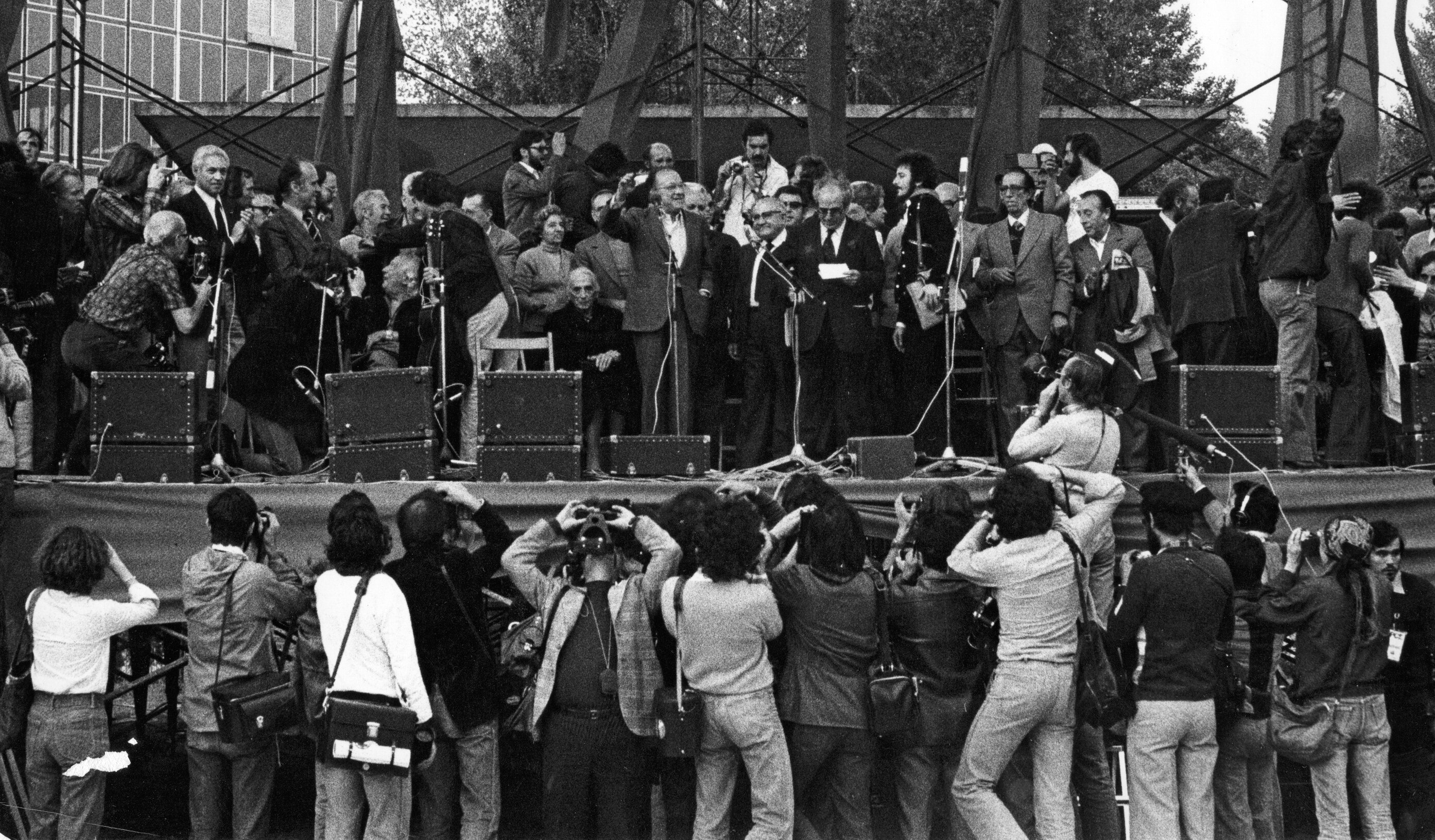
خبرنگاران عکاسی که روز پایانی اولین مهمانی PCE در کاسا د کامپو در مادرید را پوشش می‌دهند. ۱۹۷۸.
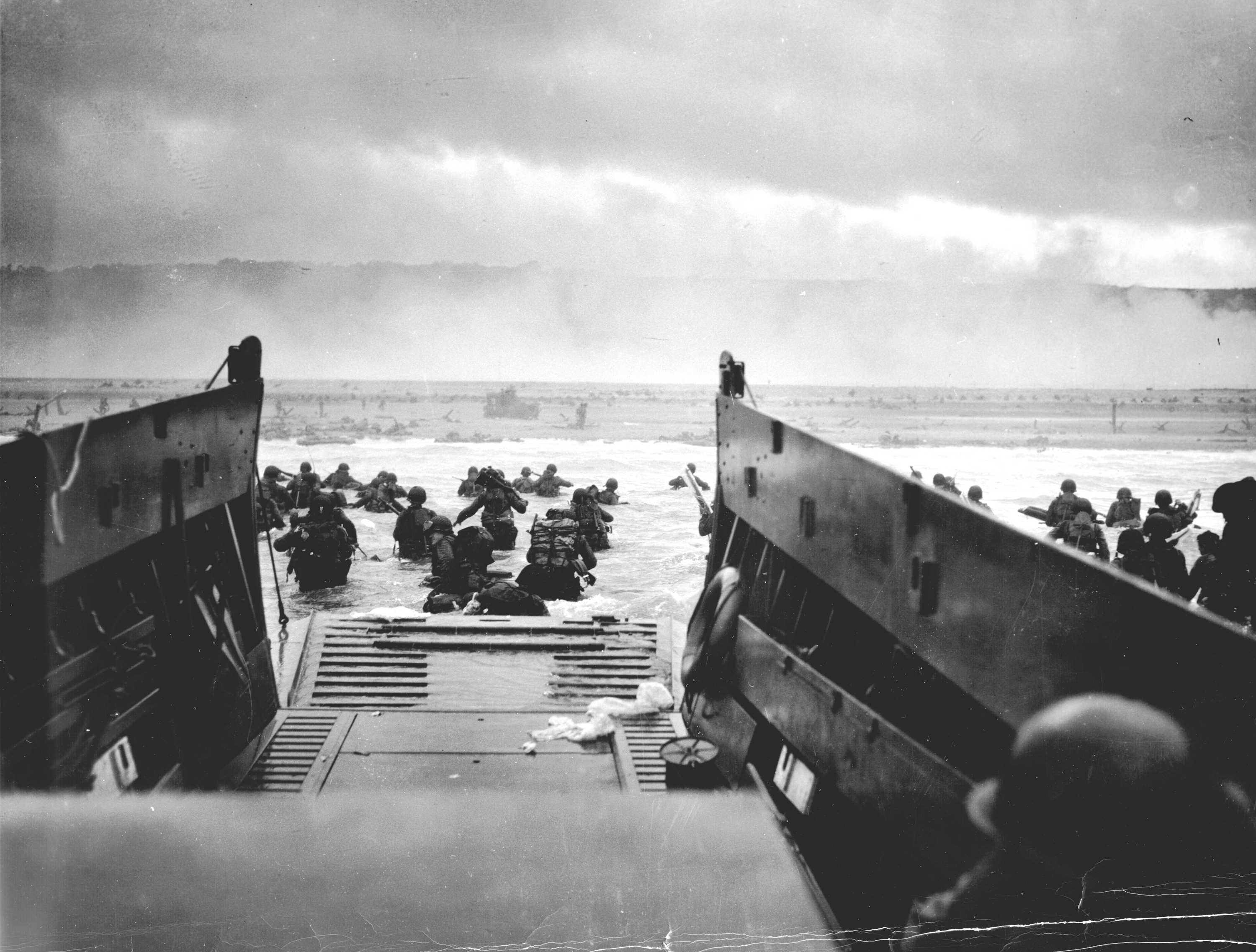
فرود اولین لشکر نیروهای آمریکایی در ۶ ژوئن ۱۹۴۴، در ساحل اوماها، نرماندی در طول جنگ جهانی دوم.
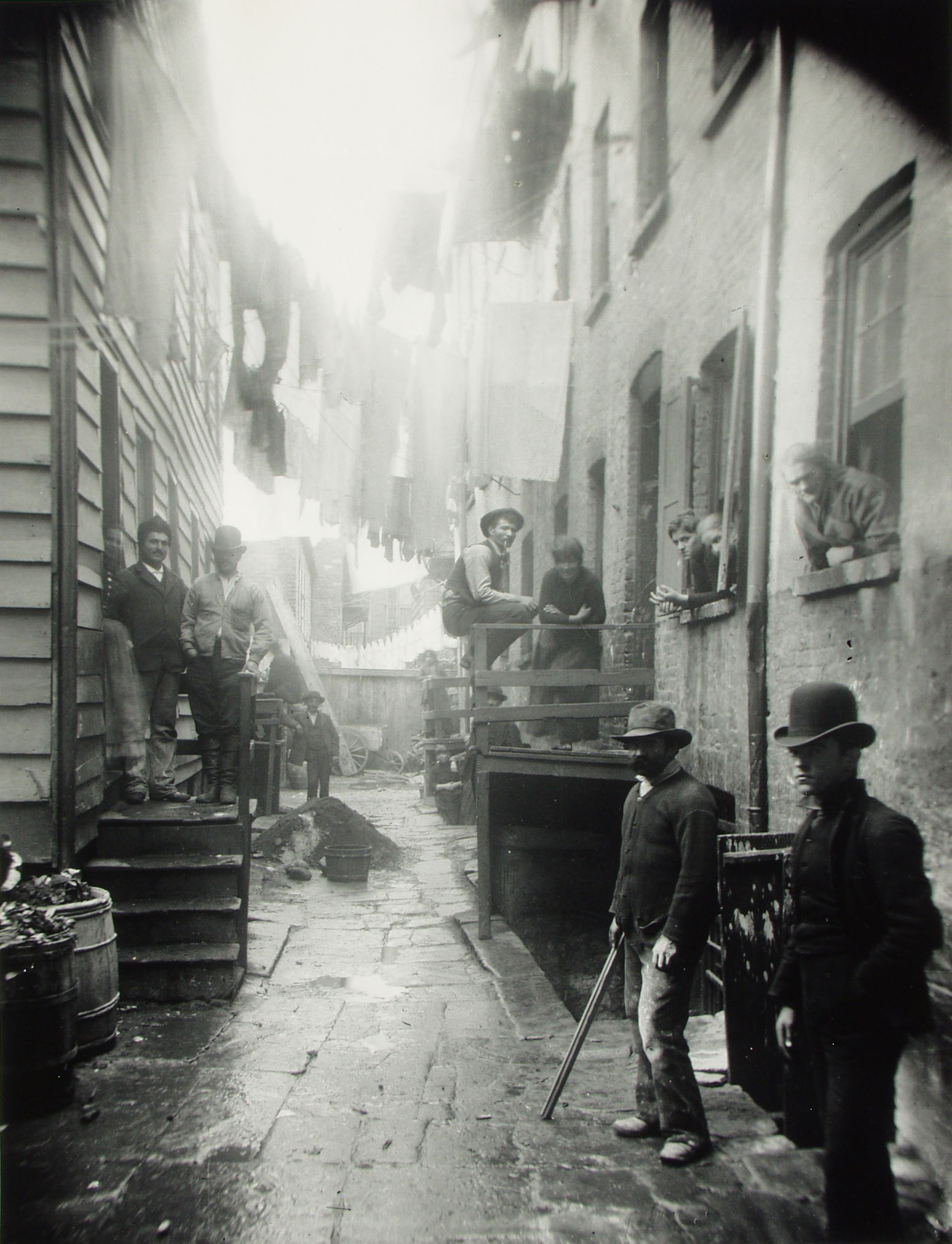
نیمه دیگر چگونه زندگی می کند، یک عکاسی کلاسیک روزنامه‌نگاری توسط ژاکوب ریس.
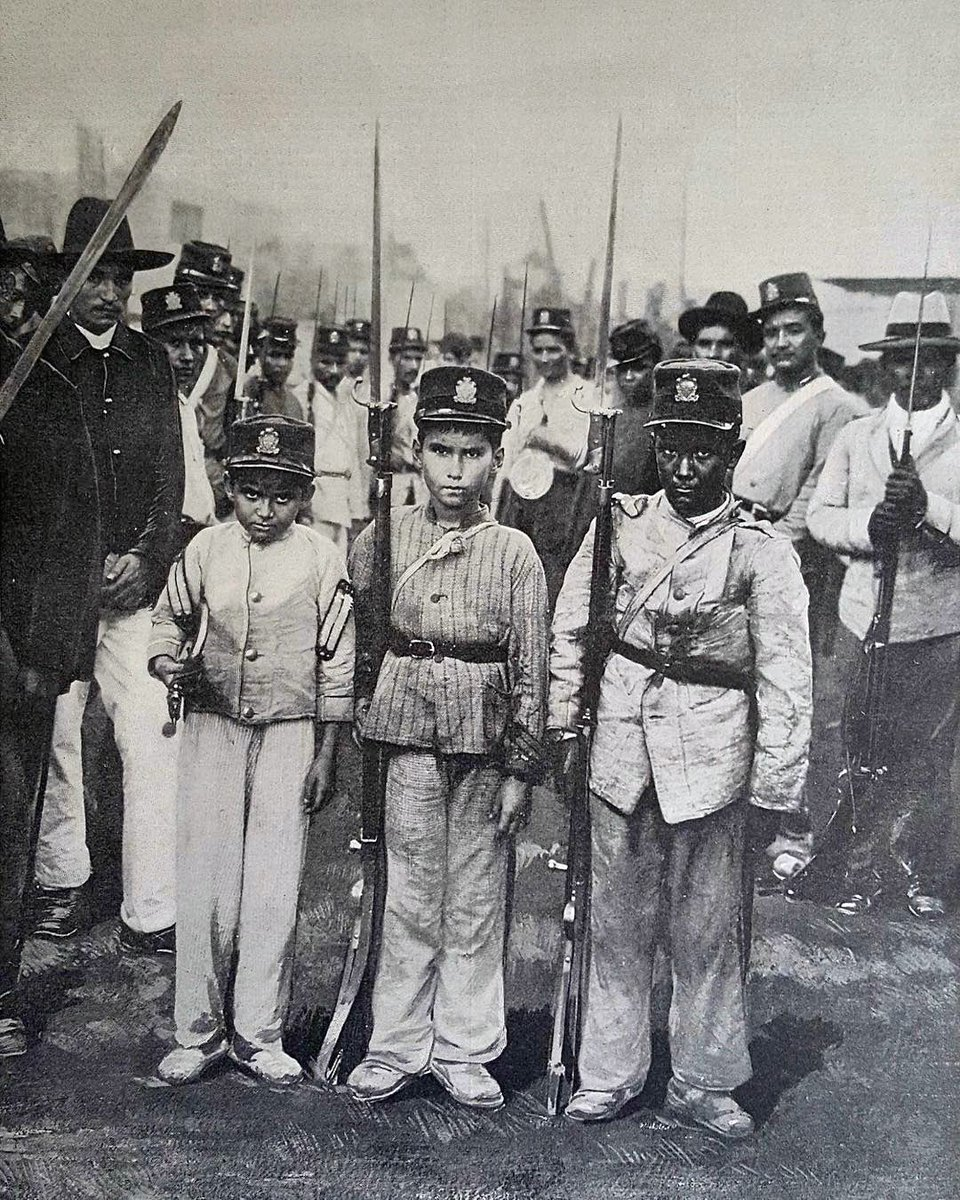
عکس ناشناس از جنگ هزار روزه در کلمبیا.
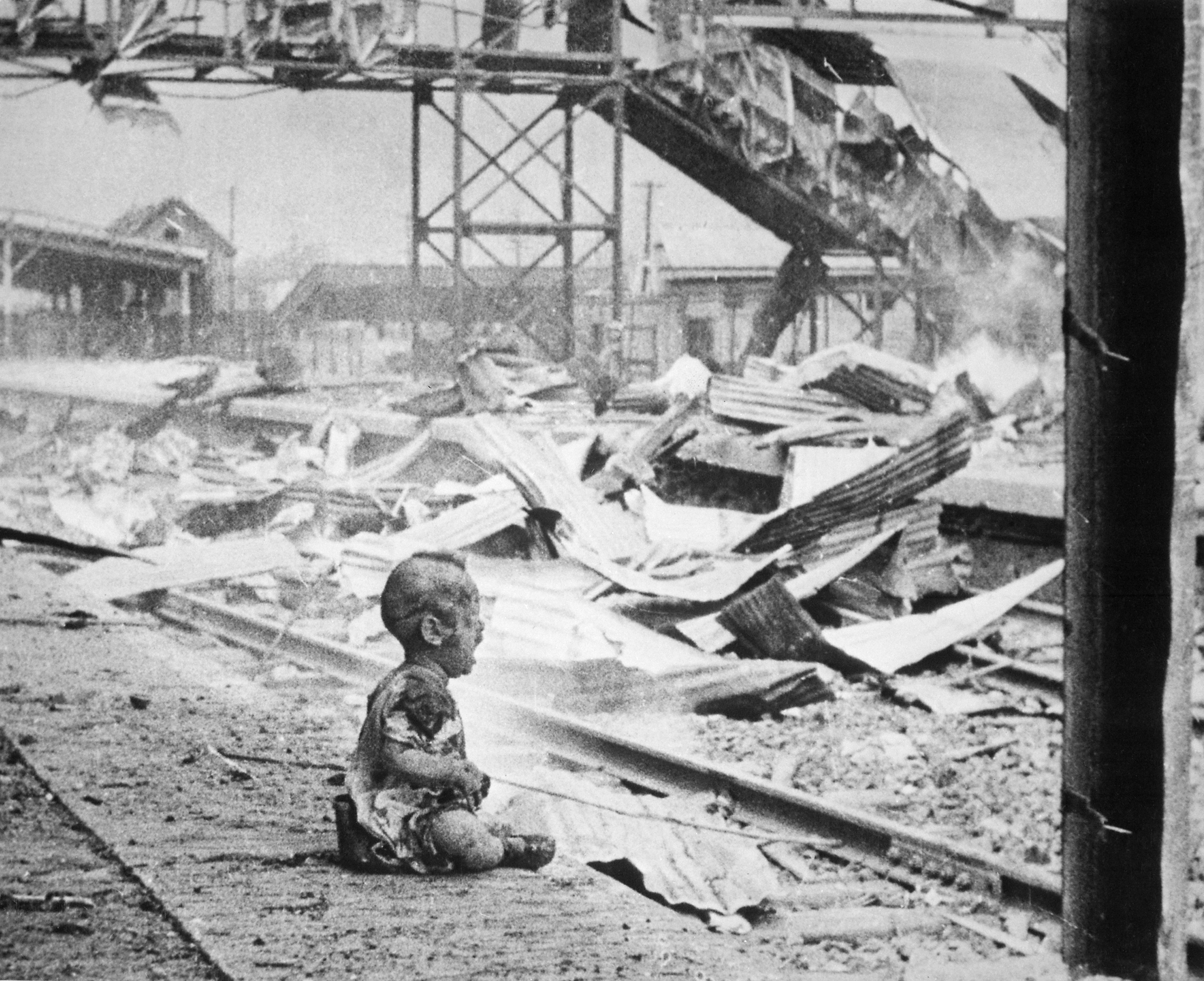
«عروسک چینی» توسط عکاس چینی وانگ شیائوتینگ
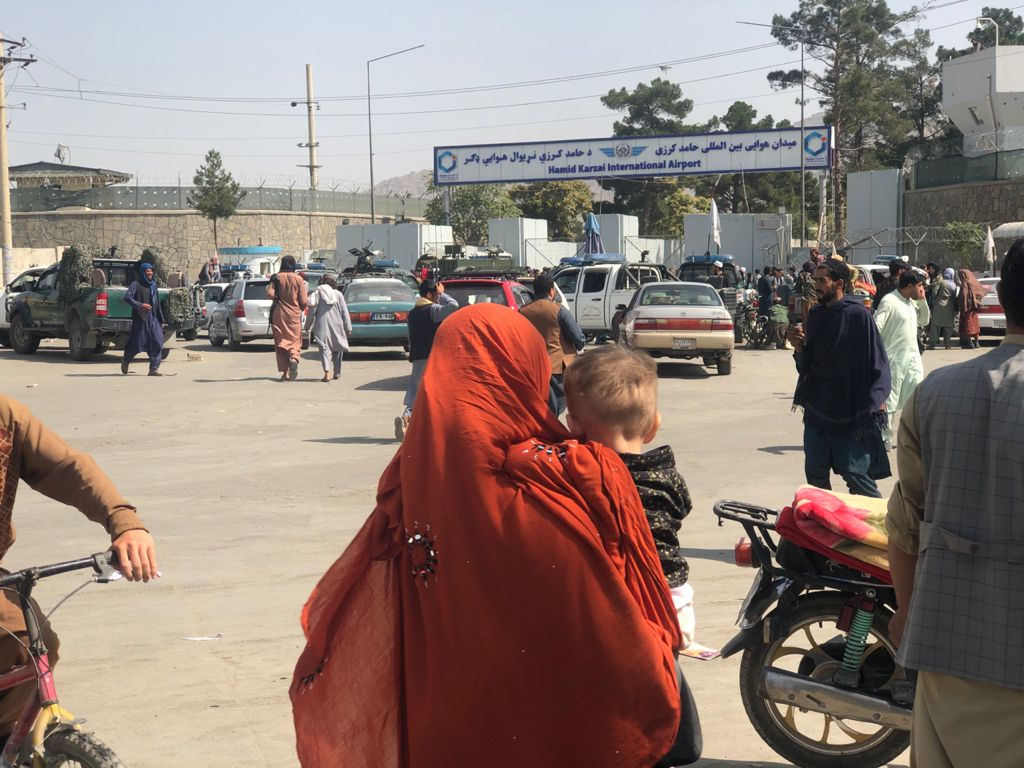
عکاس خبرنگار در طول عملیات پناه به متحدان در افغانستان در سال ۲۰۲۱ وارد فرودگاه کابل شد،
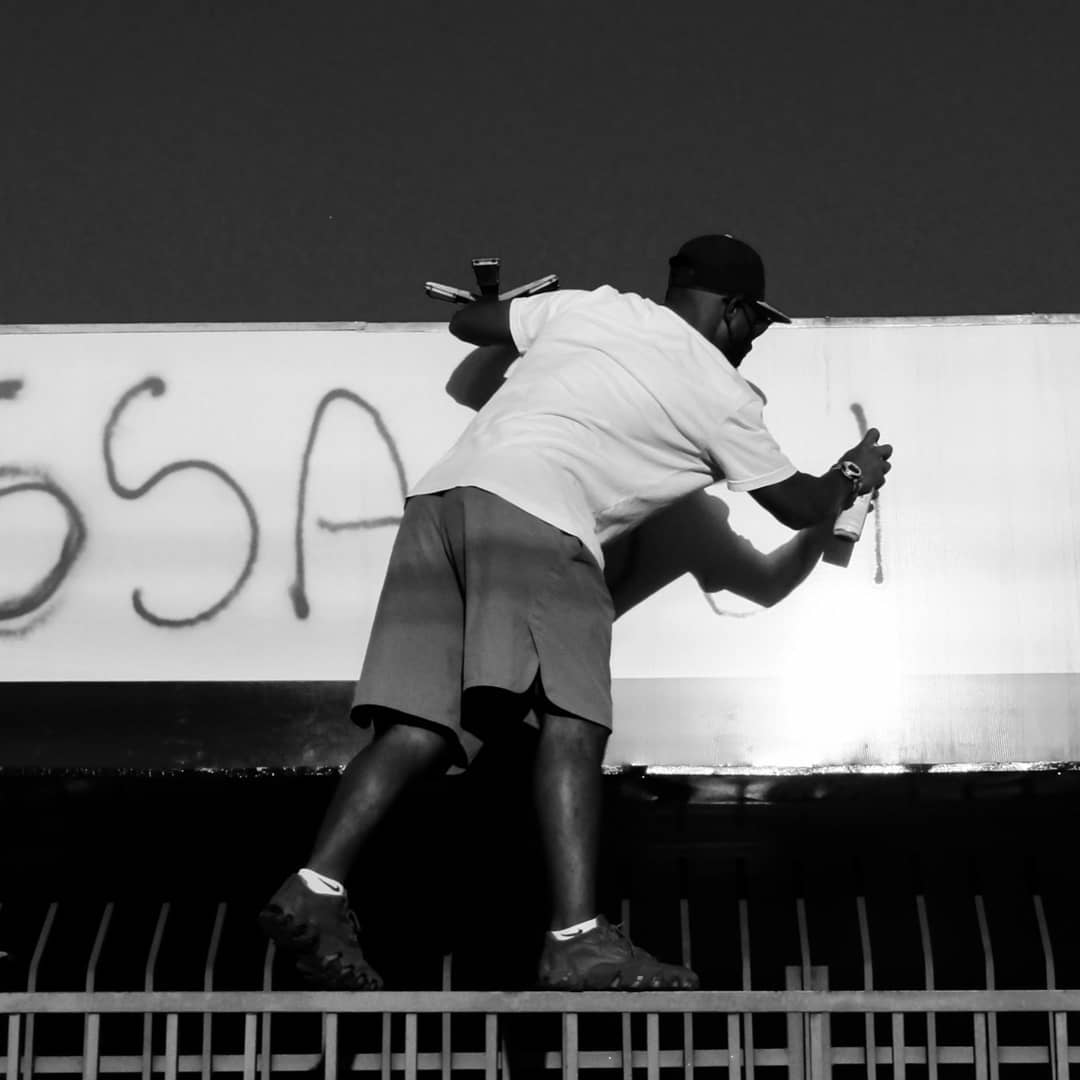
تصویری از یک عکاس مستقل در جریان اعتراضات علیه ترور ژائو آلبرتو فریتاس در سال ۲۰۲۰،
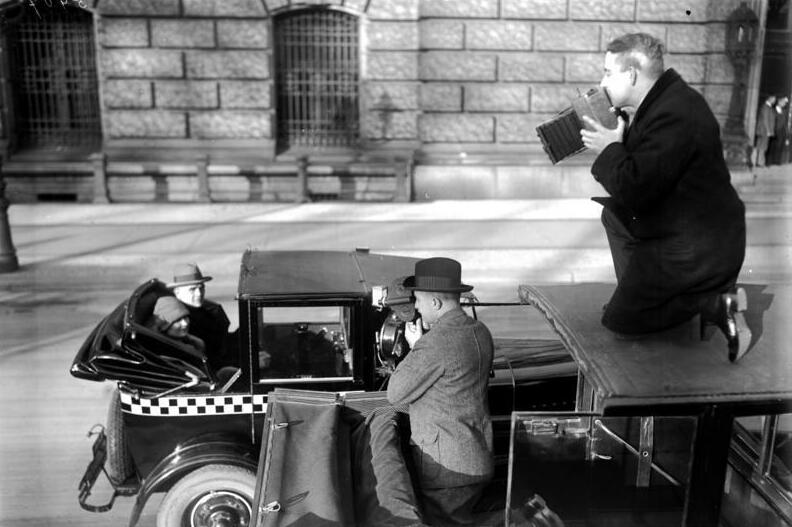
اپراتور دوربین و سینما در کار در ۱۹۲۸
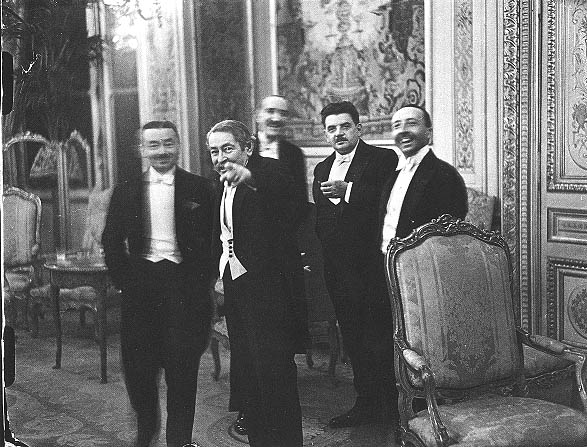
آریستید برایاند به عکاسی اشاره می‌کند که حتی می‌تواند وارد یک جلسه مخفیانه شود
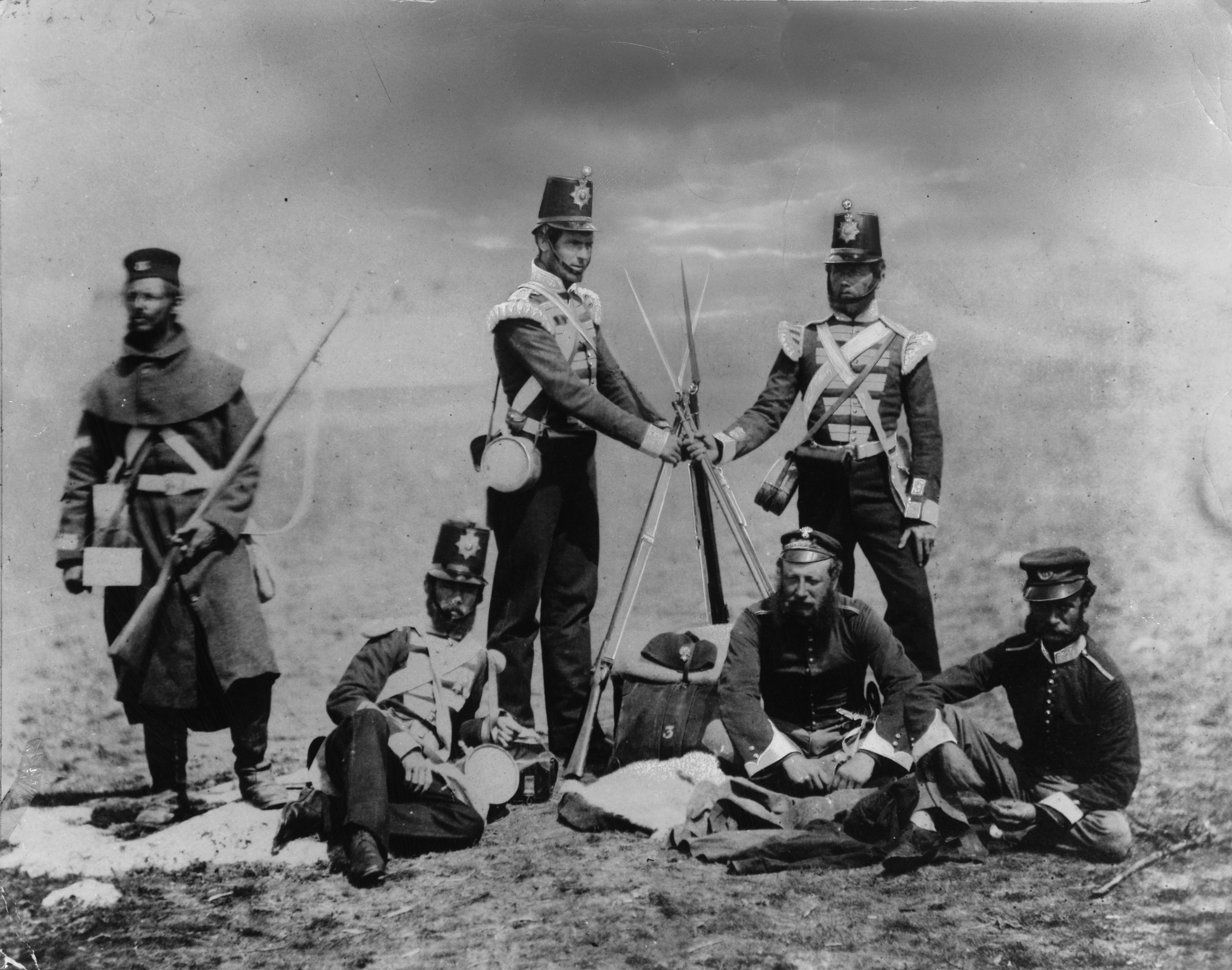
ووینا کریمسکا - راجر فنتون ۱۸۵۴
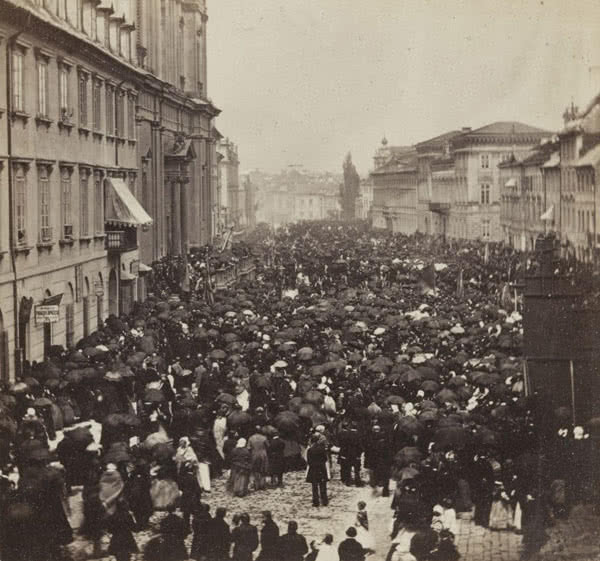
کارول بیر - راهپیمایی در کورپوس کریستی در حومه کراکوفسکی، ۳۰ مه ۱۸۶۱
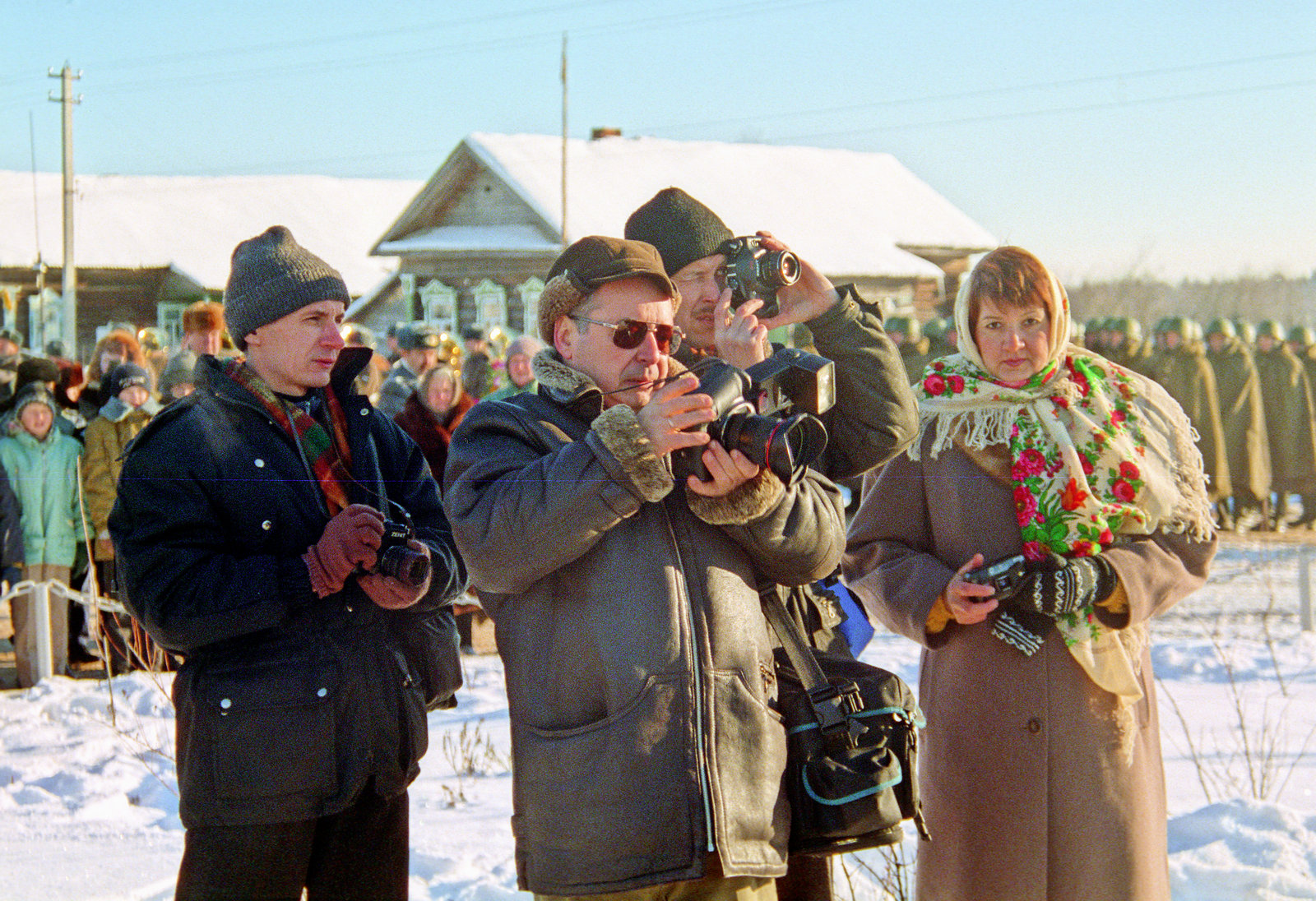
برخی از خبرنگاران در حین فیلمبرداری
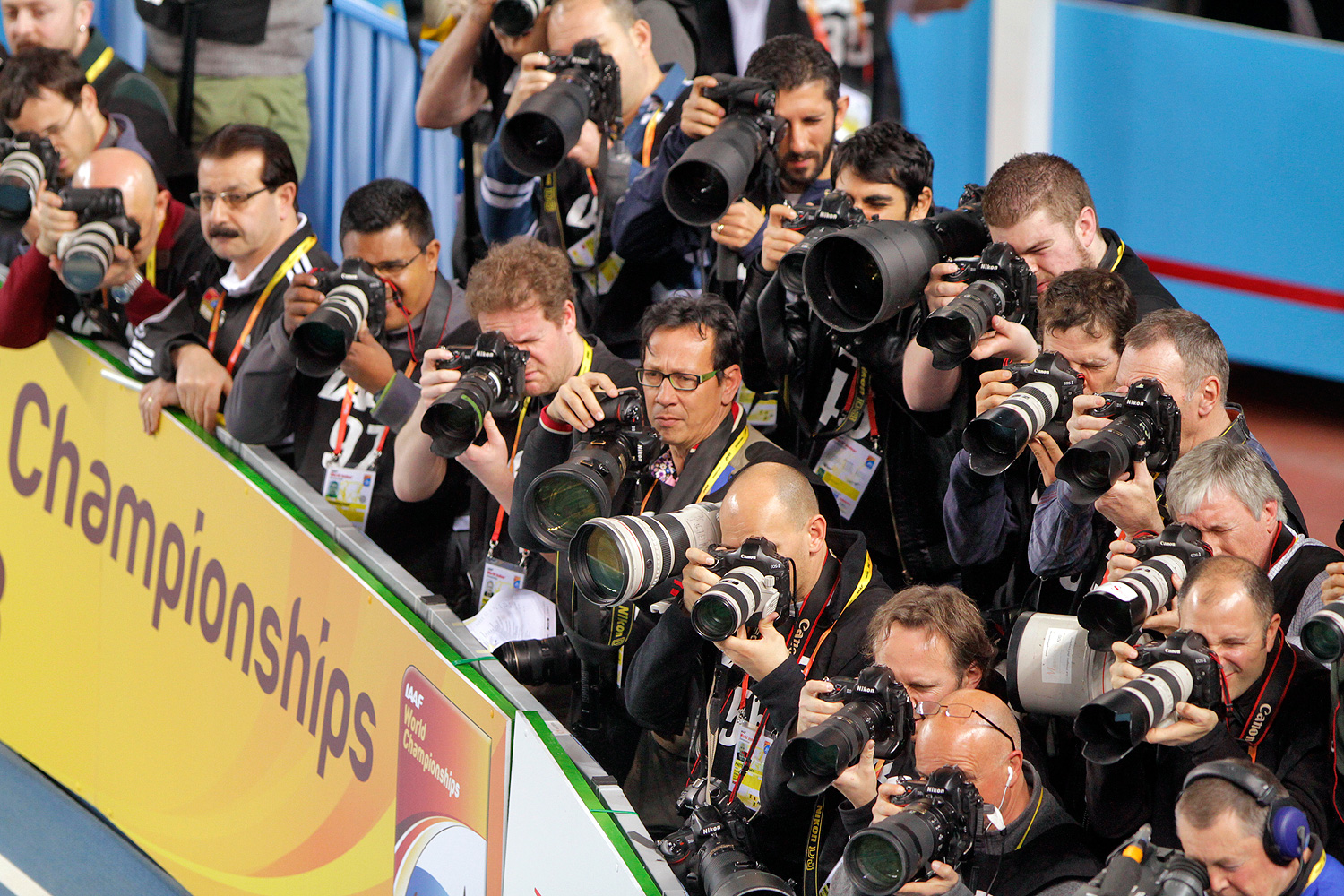
عکاسان در مسابقات جهانی دو و میدانی داخل سالن ۲۰۱۲.
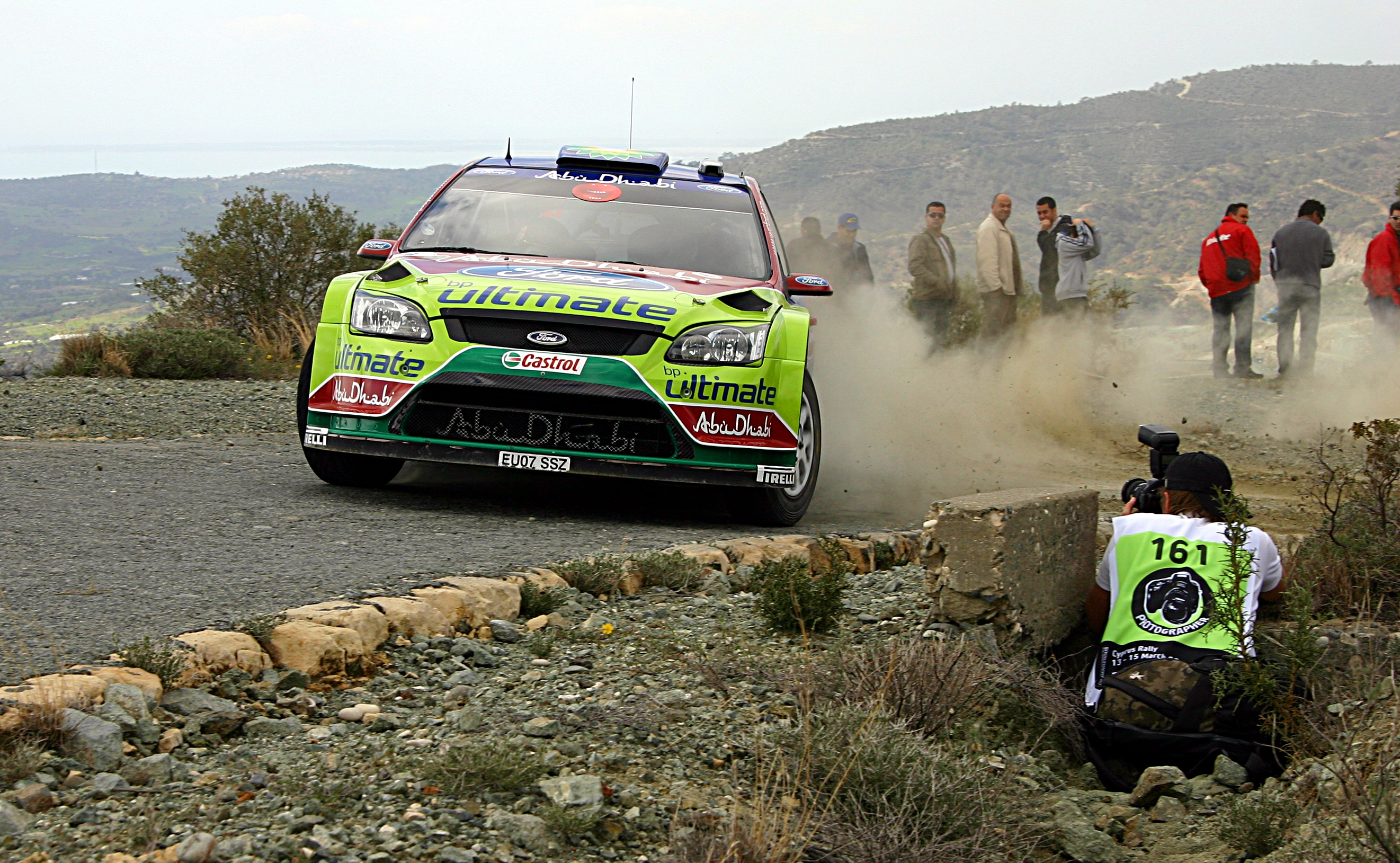
یک عکاس ورزشی
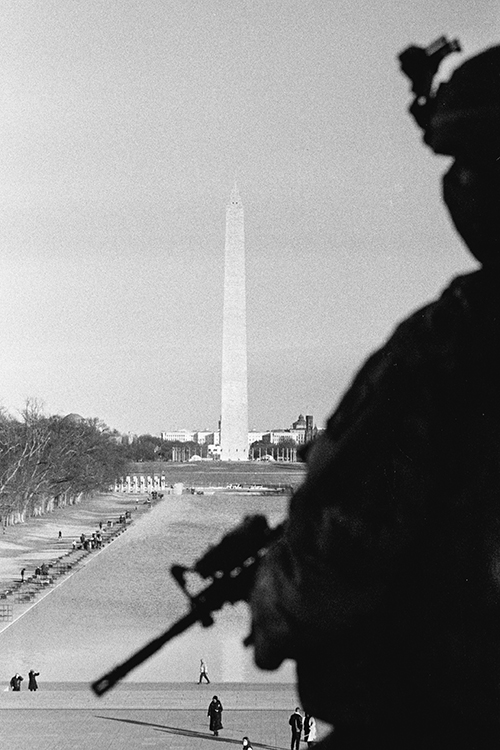
عکس سیاه و سفید یک گارد ملی در حال نگاه کردن به بنای یادبود واشنگتن در واشنگتن دی سی، در ۲۱ ژانویه ۲۰۲۱، یک روز پس از تحلیف جو بایدن به عنوان چهل و ششمین رئیس جمهور ایالات متحده.

## سایر سبک‌های عکاسی
- عکاسی اجسام بی‌جان
- عکاسی طبیعت
- عکاسی منظره
- عکاسی پرتره
- عکاسی ورزشی
- عکاسی معماری
- عکاسی ماکرو
- عکاسی زیرآب
- عکاسی مد
- عکاسی حیات وحش
- عکاسی انتزاعی
- عکاسی مادون قرمز
- عکاسی نجومی